# 海神喷泉 (佛罗伦萨)

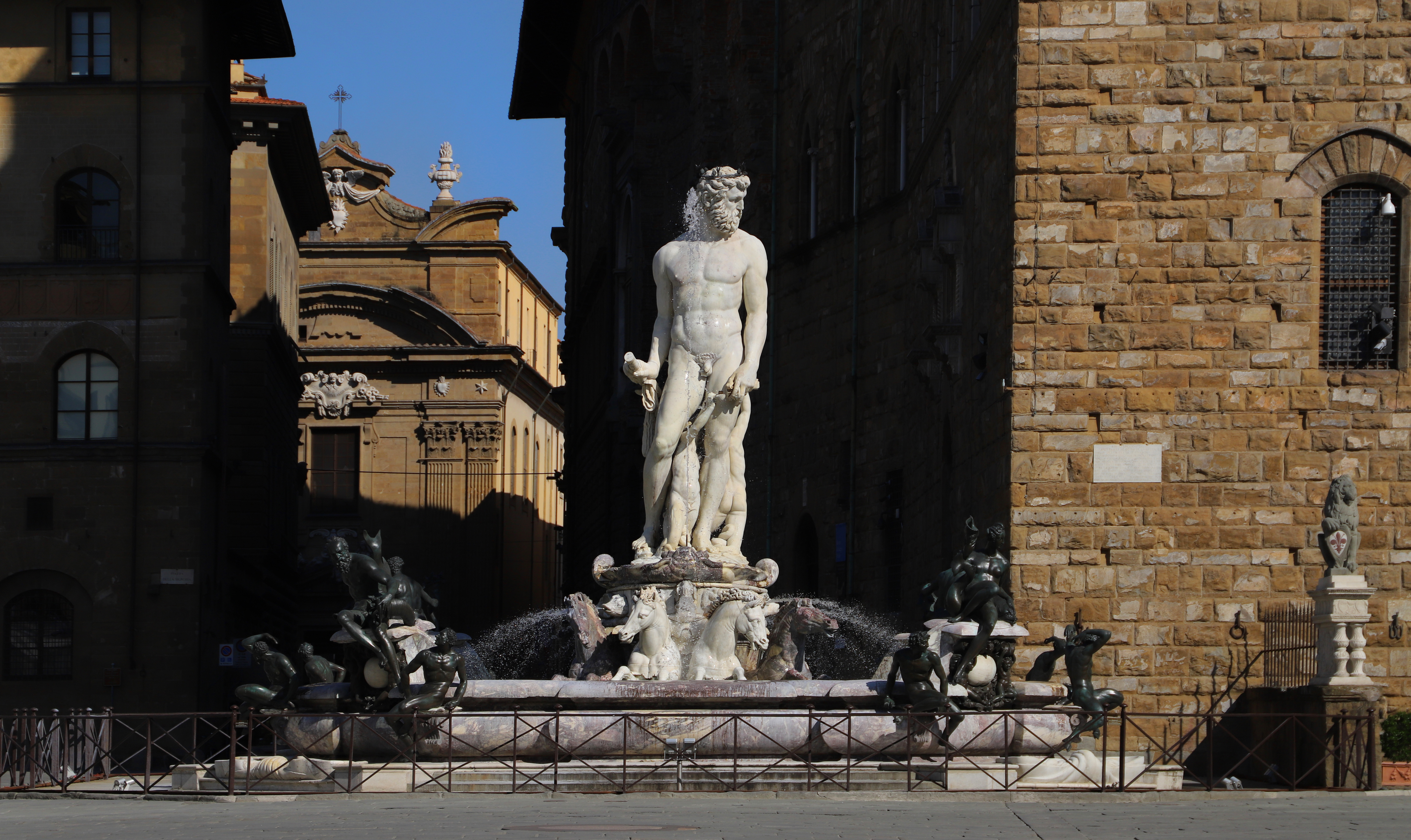
海神喷泉

海神喷泉是意大利佛罗伦萨的一个喷泉，位于领主广场，旧宫前面。
这是巴托洛米奥·阿曼纳蒂（1563–1565）及其助手，例如詹波隆那的作品，1565年在弗朗切斯科一世·德·美第奇和奥地利的约翰娜举行婚礼之际下令修建。最初任务指派给了巴喬·班迪內利，他设计了模型，但是在开始雕刻之前就去世了。
海神尼普顿的面孔很像科西莫一世，暗喻佛罗伦萨的海上统治权。雕像竖立在八角形喷泉中间高高的底座上，底座装饰着被铁链锁住的神话人物斯库拉和Charybdis。广场上的海神塑像是19世纪的复制品，原作保存在国家博物馆。
然而，当作品完成后，并未受到佛罗伦萨人的赏识，而是将其称为“白色巨人”，人们嘲笑雕塑家：

Ammannato, Ammannato, quanto marmo hai sciupato!（你糟蹋了多少大理石！）
詹波隆那在博洛尼亚也有一尊同样题材的作品海神喷泉。